# Pape Diop
Pape Cheikh Diop Gueye (ur. 8 sierpnia 1997 w Dakarze) – senegalski piłkarz hiszpańskiego pochodzenia występujący na pozycji pomocnika we francuskim klubie Olympique Lyon oraz w reprezentacji Senegalu. Wychowanek Montañeros, w trakcie swojej kariery grał także w takich zespołach, jak Celta Vigo oraz Dijon. Młodzieżowy reprezentant Hiszpanii.